# Jerzy Hawrylewicz
Jerzy Hawrylewicz (ur. 22 grudnia 1958 w Choszcznie, zm. 13 lutego 2009 w Oldenburgu) – polski piłkarz.

## Życiorys
Wychowanek Grunwaldu Choszczno (dzisiaj Piast Choszczno). Występował w trzech szczecińskich drużynach: Pogoni, Stali Stocznia i w Arkonii. W przerwie zimowej w sezonie 1987/1988 wyjechał z Polski i zamieszkał w Oldenburgu, gdzie grał dla miejscowego VfB Oldenburg.
Wraz z drużyną Pogoni sięgnął w 1987 po wicemistrzostwo Polski i wystąpił w spotkaniach Pucharu UEFA z 1. FC Köln i Hellas Verona. W barwach Portowców rozegrał w sumie 87 meczów i zdobył 12 bramek. Z drużyną z Oldenburga również osiągał sukcesy. W roku 1990 awansował z nią do 2. Bundesligi, gdzie zdobył 15 bramek w 32 meczach, co czyniło go najskuteczniejszym graczem drużyny.
20 kwietnia 1992, podczas meczu drugiego zespołu VfB Oldenburg z drużyną HSC Hannover, Hawrylewicz doznał zawału serca. Reanimował go jego trener Klaus-Peter Nemet. Mimo udanej reanimacji, w wyniku ośmiominutowego niedotlenienia Hawrylewicz doznał trwałego uszkodzenia kresomózgowia i musiał zakończyć karierę piłkarską. Od tamtej pory przebywał w śpiączce. W 1995, po długiej hospitalizacji i rehabilitacji, opuścił klinikę i zamieszkał w Oldenburgu wraz z żoną Ewą, która musiała się nim stale opiekować. Jego stan określono jako wegetatywny.
Jerzy Hawrylewicz pozostawił żonę Ewę (48) oraz dzieci Joannę (28), Łukasza (27) i Monikę (18).

## Film
W 2008 roku w koprodukcji polsko-niemieckiej realizowany miał być fabularny film o tragedii Hawrylewicza. Autorem scenariusza obrazu jest polski aktor Robert Kowalewski, który na ekranie wcieli się w postać głównego bohatera. Rolę żony piłkarza – Ewy Hawrylewicz – powierzono Polce mieszkającej w Niemczech – Karinie Krawczyk, życiowej partnerce wokalisty niemieckiego zespołu rockowego Die Toten Hosen. W ekipie filmu znalazł się także Marek Włodarczyk, znany widzom jako kapitan Zawada z serialu „Kryminalni”. Na ekranie zobaczymy go w roli selekcjonera reprezentacji Polski. W filmie zagra również menedżer klubu FC Schalke 04 Rudolf Assauer, który przed laty sprowadził Hawrylewicza do Oldenburga. Obraz reżyserować ma Christian Goerlitz.
Zdjęcia do filmu miały rozpocząć się w kwietniu 2008 roku, a do kin miał trafić on najprawdopodobniej w grudniu. Premiera miała odbyć się jednocześnie w Polsce i Niemczech. Połowa z zysków miała zostać przekazana rodzinie na rehabilitację Hawrylewicza.